# Modernisierungsverlierer
Als Modernisierungsverlierer bezeichnet man Menschengruppen, die in als Modernisierung aufgefassten sozialen Wandlungsprozessen ihre soziale oder ökonomische Stellung ganz oder teilweise einbüßen. Der gesellschaftliche und wirtschaftliche Abstieg dieser Gruppen wird in den Sozialwissenschaften als identitätsstiftendes Merkmal gesehen und gilt dort als eine Ursache für Rückzug aus der Gesellschaft, Ablehnung des politischen Systems oder Neigung zu Gewalt und Kriminalität.
Der Begriff „Modernisierungsverlierer“ wurde hauptsächlich im Zusammenhang mit Forschungen über den politischen Rechtsextremismus Jugendlicher von Wilhelm Heitmeyer und Wilfried Schubarth geprägt. Das Konzept der akzeptierenden Jugendarbeit basiert im Wesentlichen auf der Annahme, rechte Jugendliche seien zu den „Modernisierungsverlierern“ zu rechnen.

## Geschichte
Schon die industrielle Revolution zeigte ungeachtet ihrer insgesamt expansiven Auswirkungen auf den Volkswohlstand negative Auswirkungen auf zahlreiche alt-etablierte Handwerke (etwa die Handweberei) und Dienstleistungsgewerbe. Die Vorgehensweise der Maschinenstürmer (Ludditen) und der im letzten Drittel des 19. Jahrhunderts explosiv wachsende Antisemitismus des mit übermächtiger Konkurrenz von Fabrik, Warenhaus etc. konfrontierten, gewerblichen Mittelstandes stellen typische ressentimenthafte Reaktionsformen von Modernisierungsverlierern dar.
Der Begriff wird heute medial weit verwendet. Auch die Demokratie-Unzufriedenheit in vielen westlichen Staaten (siehe auch Politikverdrossenheit, Politikerverdrossenheit) wird vielfach auf die Reaktionen von Modernisierungsverlierern (ältere Arbeitnehmer, „Wendeopfer“, technologische, gesellschaftliche und politische „Umbruchopfer“ etc.) zurückgeführt.

## Weblink
- Richard Stöss: Unzufriedenheit mit der Demokratie in der Bundesrepublik